# Shag

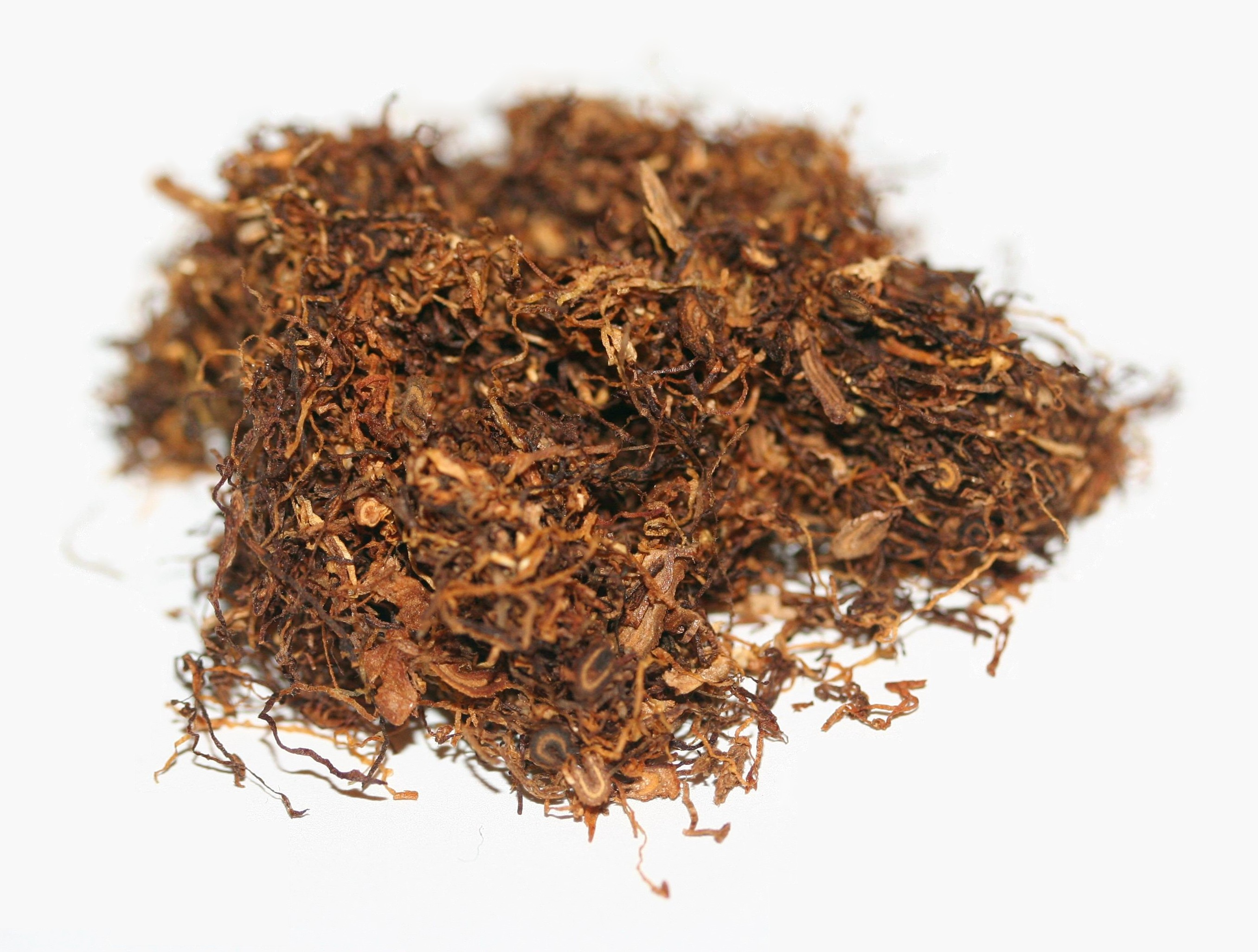
tytoń typu shag

Shag (określenie pochodzi z języka niderlandzkiego) – jest to specjalnie cięty i preparowany tytoń, służący do samodzielnego wyrobu papierosów: skręcanych ręcznie lub przy użyciu nabijarki. Termin ten jest dość mało popularny w Polsce, najczęściej funkcjonuje jako nazwa slangowa, aczkolwiek w kilku wypadkach także jako handlowa (np. marki Red Bull, Drum, Djembe). Zazwyczaj tytoń typu shag jest cięty w ten sposób, że ma postać długich, cienkich pasków, co umożliwia łatwe ubicie go w bletce przy skręcaniu ręcznym. Jest szczególnie popularny w Holandii, gdzie produkty tego typu stanowią większą część rynku tytoniowego, a także w mniejszym stopniu w innych krajach europejskich. Niektórzy producenci oferują także aromatyzowany tytoń papierosowy. Samodzielne wykonywanie papierosów pozwala na zmniejszenie związanych z ich zakupem wydatków w związku z tym, że shag obłożony jest mniejszym podatkiem, niż gotowe papierosy.